# Chrośnica (Basse-Silésie)
Pour les articles homonymes, voir Chrośnica.
Chrośnica est une localité polonaise de la gmina de Jeżów Sudecki, située dans le powiat de Jelenia Góra en voïvodie de Basse-Silésie.

## Histoire
De 1742 à 1945, Ludwigsdorf fait partie de l'arrondissement de Goldberg, dans le district de Liegnitz au sein de la province de Silésie.